# Anampses cuvier
Espèce
Statut de conservation UICN

 LC  : Préoccupation mineure
Anampses cuvier est un poisson Labridae des iles Hawaii.